# Devon Odessa
Devon Odessa (* 18. Januar 1974 in Parkersburg, West Virginia) ist eine US-amerikanische Schauspielerin.

## Leben
Devon Odessa wurde in Parkersburg geboren. Ihre Kindheit verbrachte sie auf Farm, bis sie nach New Orleans und später Los Angeles zog. 1992 machte sie ihren Abschluss an der Notre Dame High School in Sherman Oaks. 1985 hatte sie ihren ersten Fernsehauftritt in Rocky Road. Es folgte ein Auftritt als Cindy Bailey in der Fernsehserie Ein Engel auf Erden. Für diese Rolle bekam sie 1989 den Young Artist Award als beste junge Nebendarstellerin in einer Dramaserie. Von 1994 bis 1995 spielte Odessa mit Sharon Cherski in Willkommen im Leben ihre bisher bekannteste Rolle. 1998 war sie in der Fernsehserie Ein Hauch von Himmel zu sehen. Im selben Jahr spielte sie den Sukkubus Violet Griffin in Project Sleepwalker. 2005 folgte ein Auftritt in der Fernsehserie Raven blickt durch. 2006 spielte sie Aimee im Film
Mad Cowgirl.
2008 war sie als Elizabeth im Film Broken Angel zu sehen. Danach hörte sie zunächst mit dem Schauspielen auf. Allerdings hatte sie 2011 noch einmal einen Gastauftritt in der Fernsehserie Private Practice.

## Filmografie
- 1985: Rocky Road (Fernsehserie)
- 1987: Ein Engel auf Erden (Fernsehserie, 1 Folge)
- 1988: The Facts of Life (Fernsehserie, 1 Folge)
- 1988: Das Halloween Monster
- 1988: Down Delaware Road (Fernsehfilm)
- 1988–1989: Small Wonder (Fernsehserie, 3 Folgen)
- 1989: Good Morning, Miss Bliss (Fernsehserie, 1 Folge)
- 1989: Allein mit Onkel Buck
- 1990: Extreme Close-Up (Fernsehfilm)
- 1990: Hunter (Fernsehserie, 1 Folge)
- 1990: A Girl of the Limberlost (Fernsehfilm)
- 1992: Marky Mark and the Funky Bunch: Make My Video
- 1992: Full House  (Fernsehserie, 1 Folge)
- 1992: Eine starke Familie (Fernsehserie, 1 Folge)
- 1993: Wunderbare Jahre (Fernsehserie, 1 Folge)
- 1994: Der Polizeichef (Fernsehserie, 1 Folge)
- 1994–1995: Willkommen im Leben (Fernsehserie, 19 Folgen)
- 1995: Tod nach Schulschluß – Eine Lehrerin unter Anklage (Fernsehfilm)
- 1995: Überleben in L.A. – Zahl für meinen Körper (Fernsehfilm)
- 1996: Ihre einzige Chance (Fernsehfilm)
- 1996: Shoot the Moon
- 1997: Meego – Ein Alien als Kindermädchen (Fernsehserie, 1 Folge)
- 1997: Campfire Tales – Geschichten vom Grabesrand
- 1997: Nowhere – Eine Reise am Abgrund
- 1997: Perversions of Science (Fernsehserie, 1 Folge)
- 1997: Teen-Spirit 2000
- 1997: No Small Ways
- 1997–1998: Pacific Blue – Die Strandpolizei (Fernsehserie, 2 Folgen)
- 1998: Project Sleepwalker (Fernsehserie, 1 Folge)
- 1998: Ein Hauch von Himmel (Fernsehserie, 1 Folge)
- 1999: Matters of Consequence
- 1999: The Omega Code
- 1999: The Sterling Chase
- 2000: Men Named Milo, Women Named Greta (Kurzfilm)
- 2000: Punks
- 2000: Opposite Sex (Fernsehserie, 2 Folgen)
- 2001: Noch mal mit Gefühl (Fernsehserie, 1 Folge)
- 2003: A mi amor mi dulce (Kurzfilm)
- 2005: Raven blickt durch (Fernsehserie, 1 Folge)
- 2005: Noah’s Arc (Fernsehserie, 1 Folge)
- 2006: Mad Cowgirl
- 2007: Fade
- 2008: Broken Angel
- 2010: Strip (Short)
- 2011: Private Practice (Fernsehserie, 1 Folge)

## Musik-Video
- Wiser (1998) aus dem Album Smitten von Buffalo Tom.[11]

## Auszeichnungen und Nominierungen
Young Artist Award
- 1988: Best Young Actress in a Cable Series or Special (Rocky Road)
- 1988: Best Young Actress in a Special, Pilot, Movie of the Week or Mini-Series (Down Delaware Road) (nominiert)
- 1989:	Best Young Actress Guest Starring in a Drama or Comedy Series (Ein Engel auf Erden) (gewonnen)[4]